# Tanacetum crassipes
Tanacetum crassipes — вид рослин з роду пижмо (Tanacetum) й родини айстрових (Asteraceae); поширений у центральній Азії.

## Опис
Багаторічна трава заввишки 20–60 см, з розгалуженими кореневищами. Стебла поодинокі чи в пучках, волосисті. Прикореневі листки на ніжці 3–5 см й мають пластини вузько еліптичні, 8–15 × ≈ 2 см, 2-перисторозсічені, зелені або насичено зелені, притиснуто волосисті; первинні бічні сегменти 10–15-парні; кінцеві сегменти лінійно-еліптичні. Стеблові листки подібні, нечисленні, сидячі. Квіткові голови в щільних суцвіттях, їх 3–7. Язичкові квітки жовті, верхівка 3-зубчаста. Сім'янки ≈ 2 мм. Період цвітіння й плодоношення: червень — серпень.

## Середовище проживання
Поширений у центральній Азії: Алтай, Казахстан, Монголія, Сіньцзян. Населяє скелясті схили, лісові підліски, луки.